# فورستدیل (ماساچوست)
فورستدیل (به انگلیسی: Forestdale) یک منطقهٔ مسکونی در ایالات متحده آمریکا است که در شهرستان برنستبل، ماساچوست واقع شده‌است. فورستدیل ۱۰٫۸ کیلومتر مربع مساحت و ۴٬۰۹۹ نفر جمعیت دارد و ۵۰ متر بالاتر از سطح دریا واقع شده‌است.